# Цецег
Цецег (монг.: Цэцэг) — сомон аймаку Ховд, Монголія. Площа 3,5тис. км², населення 3,6 тис.. Центр сомонуселище Цецегнуур лежить за 1264 км від Улан-Батора, за 218 км від міста Кобдо.

## Рельєф
Гори Сутай (4090 м), Хажинга, Их Зайсан (2822 м), Ар булаг (3412 м), Ембуу (3437 м), Даянпан (2700 м) та інші. У центральній частині долина озера Цецег Нуур

## Клімат
Клімат різко континентальний. Щорічні опади 300 мм, в долині озера Цецег 150 мм, середня температура січня −22°−26°С, середня температура липня +14°+17°С.

## Природа
Водяться манули, козулі, аргалі, ведмеді, вовки, лисиці, дикі кози.

## Корисні копалини
Вугіллям, свинець.

## Соціальна сфера
Є школа, лікарня, сфера обслуговування.